# 谢尔盖·扎廖京
谢尔盖·维克托罗维奇·扎廖京（俄语：Сергей Викторович Залётин，羅馬化：Sergei Viktorovich Zalyotin，1962年4月21日—）是俄罗斯已退役宇航员。

## 早年
出生于苏联图拉州曉基諾。毕业于鲍里索格列布斯克高等航空军事学校。是一级空军飞行员。

## 宇航员生涯
2000年4月4日，扎廖京进行了他的第一次太空飞行。他乘坐联盟号宇宙飞船前往和平号空间站执行任务，并进行了一次舱外活动。2000年6月16日返回地球。
莫斯科时间2002年10月30日6时11分（北京时间同日11时11分），俄航空航天局在哈萨克斯坦的拜科努尔发射场成功发射了一枚“联盟-FG”型运载火箭。约9分钟后，联盟TMA型飞船脱离火箭飞往国际空间站。飞船上载有作为考察组组长的扎廖京与随航工程师尤里·隆恰科夫和比利时宇航员弗兰克·德温内。他这次共在太空停留了10天20小时53分。2004年10月20日，扎廖京当选国家杜马图拉州议员而宣布从宇航员退役。

## 荣誉
- 俄罗斯联邦宇航员和俄罗斯联邦英雄荣誉称号（2000年）[4]
- 四级祖国功勋勋章（2003年）[4]
- 太空探索優異獎章（2011年）[5]
- 比利时王国指挥官皇冠勋章（2011年）[6]